# رئیس‌جمهور اوکراین
رئیس‌جمهور اوکراین (اوکراینی: Президент України, Prezydent Ukrayiny)، رئیس کشور اوکراین می‌باشد. وظایف رئیس‌جمهور شامل روابط بین‌المللی، تعیین سیاست‌های خارجی، انجام مذاکرات و امضای معاهدات بین‌المللی است. رئیس‌جمهور با رای مستقیم مردم اوکراین برای یک دوره پنج ساله انتخاب می‌شود (گاه با انتخابات زودهنگام و گاه با انتخابات از قبل برنامه‌ریزی شده). فرد منتخب محدود به دو دوره متوالی ریاست‌جمهوری است.
اکنون ولودیمیر زلنسکی رئیس‌جمهور کشور اوکراین است.
اقامتگاه رسمی رئیس‌جمهور کاخ ماریینسکی است که در پایتخت اوکراین، شهر کیف واقع شده است. دیگراقامتگاه‌های رسمی رئیس‌جمهور خانه چیمرز و خانه بیوه گریان است که برای بازدید رسمی توسط نمایندگان خارجی استفاده می‌شود. دفتر ریاست‌جمهوری اوکراین به صورت غیررسمی با عنوان بانکوا شناخته می‌شود که نام خیابانی است که این دفتر در آن قرار دارد. دفتر ریاست‌جمهوری وظیفه مشورت با رئیس‌جمهور در امور داخلی و خارجی و مسائل حقوقی را دارد.

## نگارخانه

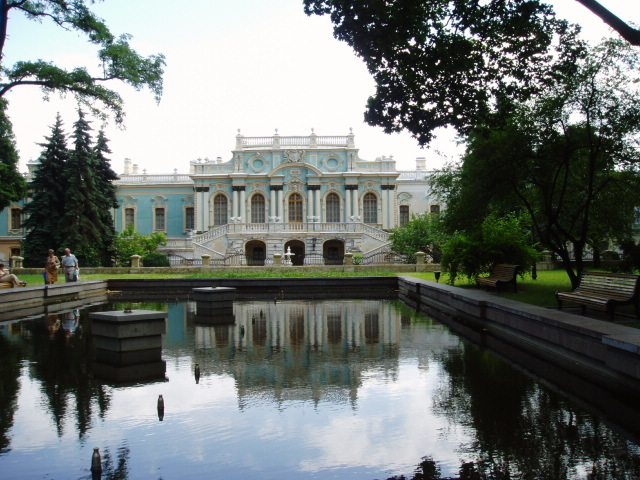
کاخ مارینسکی
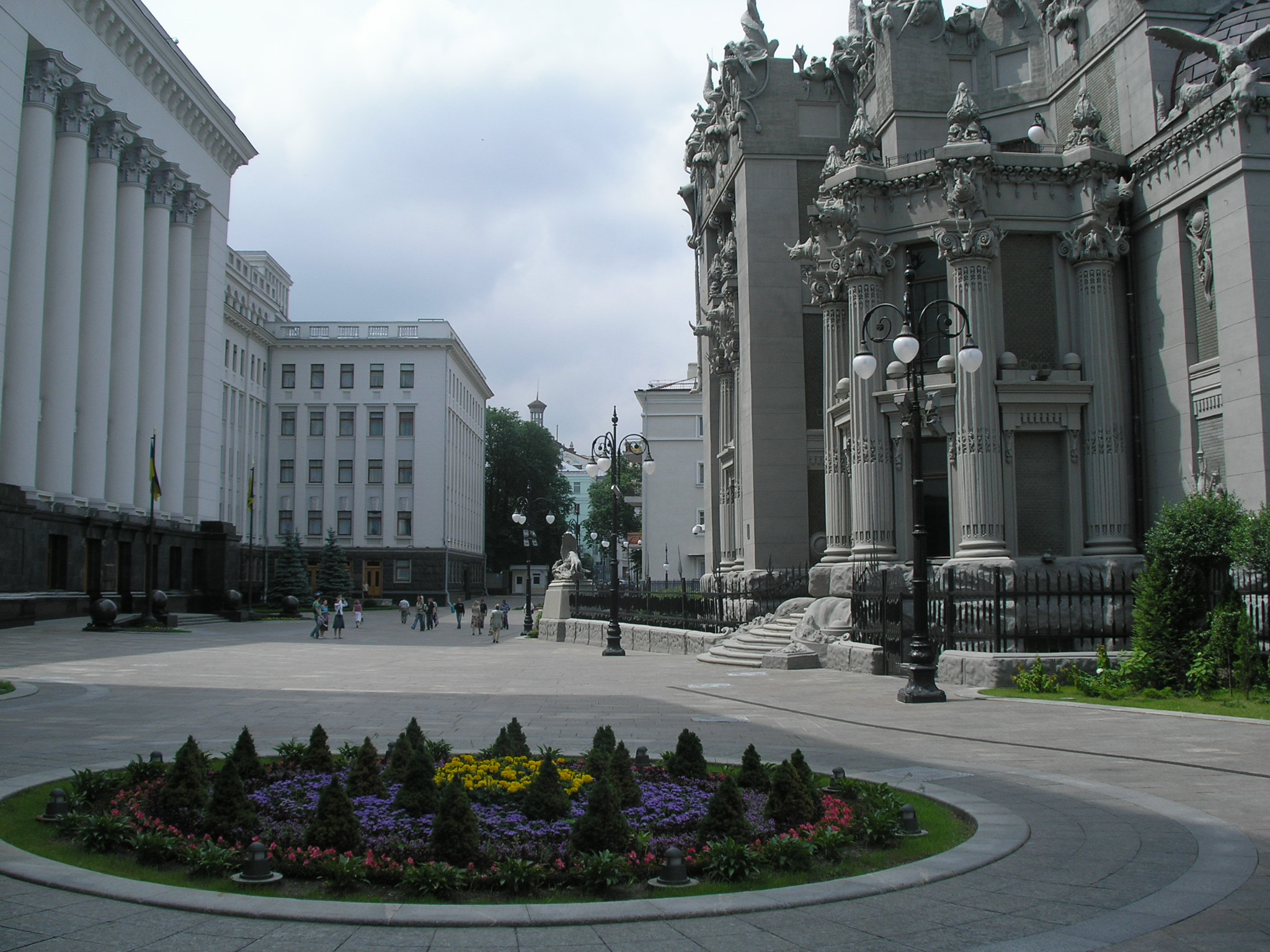
خانه چیمرز
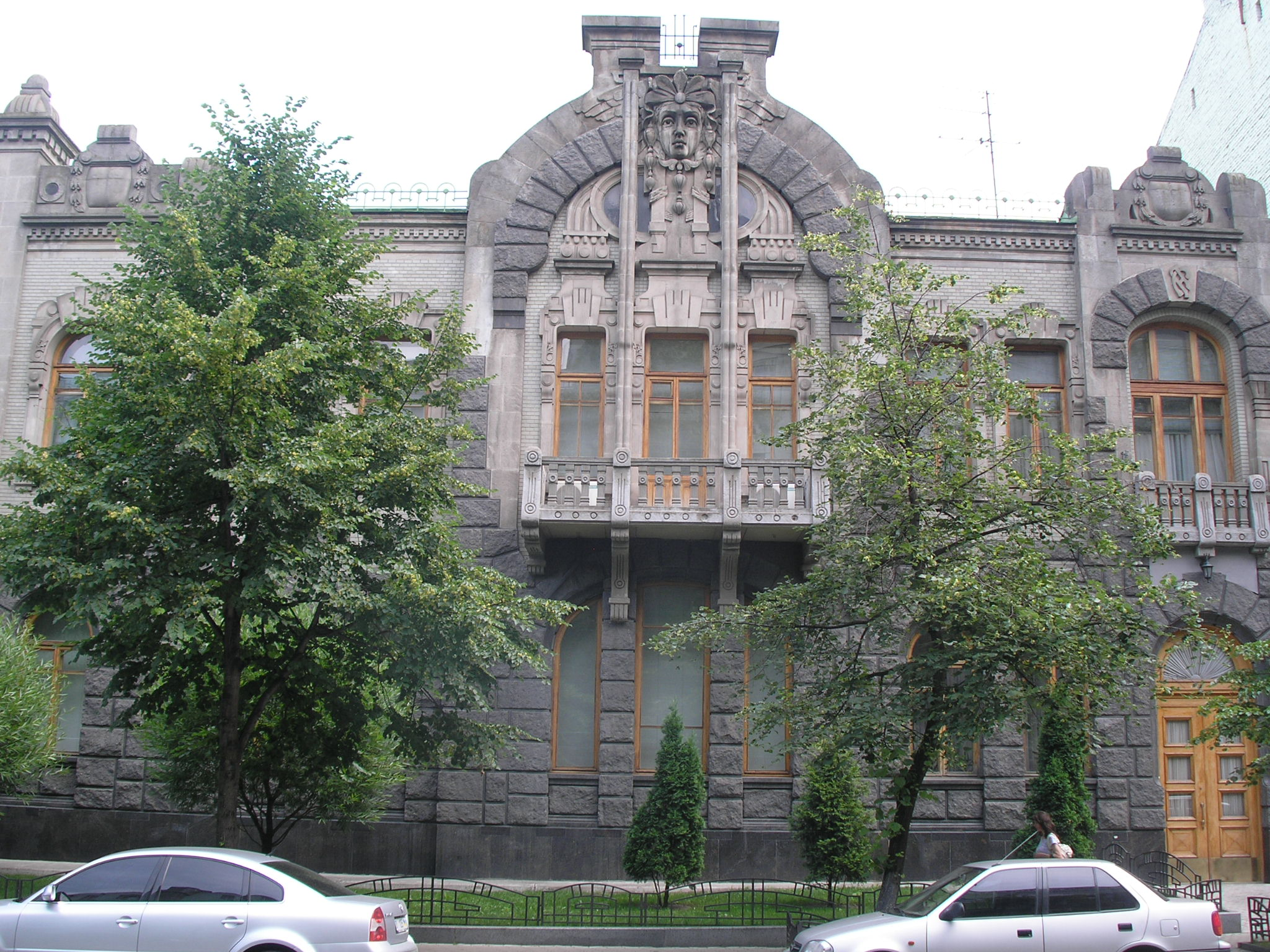
خانه بیوه گریان